# Iván Helguera
Iván Helguera Bujía, född 28 mars 1975 i Santander, Kantabrien, är en professionell fotbollsspelare som senast spelade för den spanska klubben Valencia CF. 
Han har mest spelat som mittback men tidigare även som defensiv mittfältare. 
Helguera spelade mellan 1999 och 2007 i Real Madrid och gjorde då 229 framträdanden i ligan. Sista året förlorade han sitt tröjnummer 6 och spelade ett tag i Real Madrids C-lag innan managern Fabio Capello åter tog ut honom i A-truppen igen, där han avslutade karriären med ligaguld och mycket speltid med Cannavaro som mittbackskollega.
Sommaren 2007 släppte Real Madrid honom till Valencia CF utan krav på utköpsklausul, trots att han hade två år kvar på kontraktet.
Mellan 1998 och 2004 spelade Helguera 51 landskamper och gjorde 3 mål för det spanska landslaget.

## Meriter
- Spanska ligan 2 ggr
- Spanska supercupen 1 ggr
- Europacupen 2 ggr
- Europeiska supercupen 1 gång
- Interkontinentalcupen 1 ggr